# 1866 في الولايات المتحدة
فيما يلي قوائم الأحداث التي وقعت خلال عام 1866 في الولايات المتحدة.

## سياسة

### تعيين في المنصب
- 1 يناير – جون تومسون هوفمان عمدة مدينة نيويورك.
- 4 يناير – ألكسندر بولوك حاكم ماساتشوستس [الإنجليزية]‏.
- 8 يناير – جاكوب دولسون كوكس حاكم ولاية أوهايو  [لغات أخرى]‏.
- 29 مايو – أمبروز برنسايد حاكم رود آيلاند [الإنجليزية]‏.
- 12 نوفمبر – فردريك تيودور فريلينغهسين عضو مجلس الشيوخ الأمريكي.

### انتهاء فترة المنصب
- 1 يناير – جيمس تي. لويس حاكم ولاية ويسكونسن [الإنجليزية]‏.
- 16 يناير – جويل باركر حاكم نيو جيرسي [الإنجليزية]‏.
- 25 يوليو – وليام دينيسون مدير مكتب البريد العام في الولايات المتحدة [الإنجليزية]‏.
- 31 أغسطس – جيمس هارلان وزير داخلية الولايات المتحدة.

## ظهور
- 1 يناير – جاك دانيلز

## مواليد

### يناير
- 8 يناير – هاريس ريان مهندس أمريكي.
- 8 يناير – وليام غ. كونلي سياسي أمريكي.
- 19 يناير – هاري دافنبورت ممثل من الولايات المتحدة.

### فبراير
- 9 فبراير – جورج ادي
- 17 فبراير – ديفيد فرانكلين هيوستن سياسي أمريكي.
- 19 فبراير – توماس جيفرسون جاكسون سي عالم فلك من الولايات المتحدة الأمريكية.
- 23 فبراير – ادوين فيتش نورثرب
- 24 فبراير – ورانس سترينجر سياسي أمريكي.

### مارس
- 13 مارس – دايتون ميلر فيزيائي أمريكي.
- 17 مارس – بيرس بتلر
- 21 مارس – أنطونيا موري

### أبريل
- 1 أبريل – صفنبعل بريكنريدج
- 14 أبريل – آن سوليفان معلمة من الولايات المتحدة الأمريكية.

### مايو
- 8 مايو – تشارلز ديتي آرون طبيب من الولايات المتحدة الأمريكية.
- 11 مايو – هنري كانتويل والاس

### يونيو
- 17 يونيو – ريجينالد بارلو
- 26 يونيو – ميلتون كراوس سياسي أمريكي.

### يوليو
- 17 يوليو – بيتر فيليكس ملاكم من الولايات المتحدة الأمريكية.

### أغسطس
- 2 أغسطس – تشارلز فرانسيس آدمز الثالث سياسي أمريكي.
- 27 أغسطس – فريدريك م دافنبورت سياسي أمريكي.

### سبتمبر
- 1 سبتمبر – جيمس جاي كوربيت
- 2 سبتمبر – حيرام جونسون سياسي أمريكي.
- 24 سبتمبر – جيمس وليام جيد سياسي أمريكي.
- 25 سبتمبر – توماس مورغان

### نوفمبر
- 20 نوفمبر – كينيسو ماونتين لانديس

### ديسمبر
- 8 ديسمبر – ألبرت لوري جرول فنان أمريكي.
- 25 ديسمبر – جيمس يوينغ
- 31 ديسمبر – واد ه. إليس محامي من الولايات المتحدة الأمريكية.

## وفيات

### يناير
- 1 يناير – جون جي ماكدويل (مواليد 1794) سياسي أمريكي.
- 12 يناير – ألفيوس شيرمان (مواليد 1780) سياسي أمريكي.

### مايو
- 11 مايو – جورج ادموند بادجر (مواليد 1795) سياسي أمريكي.
- 29 مايو – وينفيلد سكوت (مواليد 1786) ضابط من الولايات المتحدة الأمريكية.

### يونيو
- 17 يونيو – لويس كاس (مواليد 1782) سياسي أمريكي.

### أغسطس
- 1 أغسطس – جون روس (مواليد 1790) سياسي من الولايات المتحدة الأمريكية.
- 15 أغسطس – كارلوس كوليدج (مواليد 1792) سياسي أمريكي.

### سبتمبر
- 6 سبتمبر – كليمنت كومر كلاي (مواليد 1789) سياسي أمريكي.

### أكتوبر
- 7 أكتوبر – روبرت ستوكتون (مواليد 1795) سياسي أمريكي.

### نوفمبر
- 28 نوفمبر – يعقوب فراي، الابن (مواليد 1802) سياسي أمريكي.

### ديسمبر
- 26 ديسمبر – صامويل كورتيس (مواليد 1805) سياسي أمريكي.